# Geraldton
Geraldton  è un'importante città e porto dell'Australia Occidentale, situata 424 chilometri a nord della capitale Perth. Al censimento del 2016 Geraldton contava 31.982 abitanti. 
La città è un importante polo in cui sono sviluppate l'industria mineraria, quella della pesca, l'agricoltura, l'allevamento ed il turismo.

## Storia
Benché nel XVII e nel XVIII secolo diverse spedizioni di esploratori europei giunsero all'arcipelago chiamato Houtman Abrolhos (alcune di esse naufragando nelle sue acque), che si trova a soli 80 chilometri ad ovest di Geraldton, pare che nessuna di queste abbia mai messo piede sulla terraferma: il primo europeo ad esplorare la zona su cui sorge l'odierna città è stato George Edward Grey nel 1839. Egli scoprì un giacimento di piombo lungo il corso del fiume Murchison e la miniera che venne aperta prese il nome di Geraldine in onore dell'allora governatore Charles Fitzgerald. Pochi anni dopo venne fondata la città di Geraldton.

## Monumenti e luoghi d'interesse

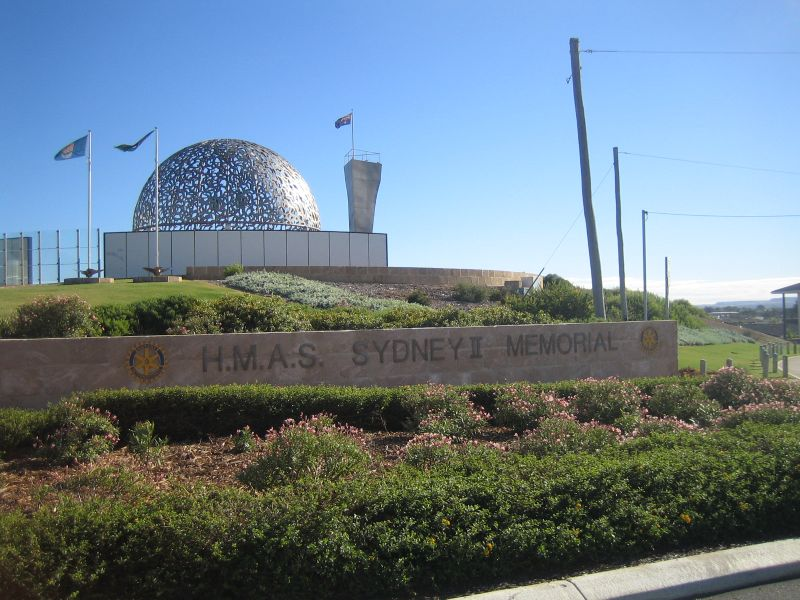
Il memoriale dedicato all'equipaggio dell'incrociatore HMAS Sydney (D48)

Nel 1916 iniziò la costruzione della cattedrale cattolica di San Francesco Saverio, intitolata a San Francis Xavier ed ultimata nel 1938 su progetto del prete ed architetto John Hawes
Nel 1941 un incrociatore leggero chiamato HMAS Sydney (D48) naufragò al largo della costa di Geraldton, ragione per cui qui venne eretto un monumento in memoria dell'equipaggio della nave (nessuno di essi scampò all'affondamento della Sydney). Dopo molti anni di infruttuose ricerche, nel marzo del 2008 il relitto della Sydney venne ritrovato a nord di Geraldton, circa 150 chilometri ad ovest di Shark Bay, nei pressi del relitto dell'incrociatore ausiliario tedesco che causò il suo affondamento, il Kormoran (HSK 8).
Situata sulle coste dell'Oceano Indiano, Geraldton presenta ai turisti numerose spiagge che richiamano gli appassionati di surf e windsurf. Un altro evento che richiama numerose persone ogni anno è la Geraldton Gold Cup, una corsa ippica che si disputa fin dal 1887.

## Geografia fisica

### Clima
Geraldton si trova nella zona di transizione fra un clima mediterraneo ed un clima semiarido.
| Mese                            | Mesi        | Mesi        | Mesi        | Mesi        | Mesi        | Mesi        | Mesi        | Mesi        | Mesi        | Mesi        | Mesi        | Mesi        | Stagioni | Stagioni | Stagioni | Stagioni | Anno  |
| Mese                            | Gen         | Feb         | Mar         | Apr         | Mag         | Giu         | Lug         | Ago         | Set         | Ott         | Nov         | Dic         | Inv      | Pri      | Est      | Aut      | Anno  |
| ------------------------------- | ----------- | ----------- | ----------- | ----------- | ----------- | ----------- | ----------- | ----------- | ----------- | ----------- | ----------- | ----------- | -------- | -------- | -------- | -------- | ----- |
| T. max. media (°C)              | 31,6        | 32,5        | 30,9        | 27,6        | 24,0        | 20,9        | 19,5        | 20,0        | 22,0        | 24,4        | 27,1        | 29,5        | 31,2     | 27,5     | 20,1     | 24,5     | 25,8  |
| T. min. media (°C)              | 18,3        | 19,1        | 17,9        | 15,4        | 12,9        | 11,0        | 9,5         | 8,9         | 9,2         | 10,9        | 13,8        | 16,3        | 17,9     | 15,4     | 9,8      | 11,3     | 13,6  |
| T. max. assoluta (°C)           | 47,7 (1954) | 47,3 (1985) | 45,2 (2007) | 39,4 (1959) | 36,6 (1972) | 29,5 (1998) | 29,0 (2007) | 31,6 (1948) | 35,5 (1961) | 40,7 (1979) | 43,8 (2003) | 46,8 (1997) | 47,7     | 45,2     | 31,6     | 43,8     | 47,7  |
| T. min. assoluta (°C)           | 9,4 (1988)  | 10,0 (1986) | 8,8 (1987)  | 6,1 (2006)  | 2,1 (1964)  | 0,5 (1973)  | 0,8 (1990)  | 1,2 (2004)  | 1,2 (2004)  | 2,4 (1980)  | 3,8 (1968)  | 7,7 (1952)  | 7,7      | 2,1      | 0,5      | 1,2      | 0,5   |
| Giorni di calura (Tmax ≥ 30 °C) | 15,4        | 16,9        | 15,6        | 7,7         | 1,6         | 0,0         | 0,0         | 0,0         | 0,8         | 3,4         | 7,2         | 11,1        | 43,4     | 24,9     | 0,0      | 11,4     | 79,7  |
| Giorni di gelo (Tmin ≤ 0 °C)    | 0           | 0           | 0           | 0           | 0           | 0           | 0           | 0           | 0           | 0           | 0           | 0           | 0        | 0        | 0        | 0        | 0     |
| Nuvolosità (okta al giorno)     | 4,6         | 4,9         | 5,6         | 7,8         | 8,8         | 9,3         | 9,3         | 7,5         | 5,9         | 5,6         | 5,7         | 4,5         | 4,7      | 7,4      | 8,7      | 5,7      | 6,6   |
| Precipitazioni (mm)             | 5,6         | 10,9        | 16,0        | 23,9        | 69,8        | 99,3        | 92,7        | 64,5        | 32,5        | 19,0        | 9,3         | 5,4         | 21,9     | 109,7    | 256,5    | 60,8     | 448,9 |
| Giorni di pioggia               | 1,6         | 2,2         | 2,8         | 5,8         | 9,9         | 13,6        | 15,0        | 12,8        | 9,9         | 6,9         | 3,9         | 2,1         | 5,9      | 18,5     | 41,4     | 20,7     | 86,5  |
| Nevicate (cm)                   | 0           | 0           | 0           | 0           | 0           | 0           | 0           | 0           | 0           | 0           | 0           | 0           | 0        | 0        | 0        | 0        | 0     |
| Giorni di neve                  | 0           | 0           | 0           | 0           | 0           | 0           | 0           | 0           | 0           | 0           | 0           | 0           | 0        | 0        | 0        | 0        | 0     |
| Umidità relativa media (%)      | 46          | 44          | 44          | 46          | 49          | 55          | 58          | 58          | 54          | 50          | 47          | 47          | 45,7     | 46,3     | 57       | 50,3     | 49,8  |